# You Said
You Said è un album da solista del cantautore statunitense Jermaine Jackson, pubblicato nel 1991 con l'etichetta discografica LaFace Records.

## Antefatti
L'intero album fu prodotto dalla The LaFace Family, che era composta da L.A. Reid, Babyface, Kayo e Daryl Simmons.

## Accoglienza
Rispetto agli album precedenti You Said non fu un grande successo commerciale. La versione originale di Word to the Badd scatenò delle controversie per il testo, che parlava negativamente del fratello Michael. Benché questo brano non fosse incluso nella versione originale nel disco per il mercato statunitense, fu inserito nell'edizione internazionale.

## Tracce
1. You Said, You Said – 5:36 (Daryl Simmons, Jermaine Jackson, L.A. Reid, Babyface)
2. Rebel (With a Cause) (feat. TLC) – 4:26 (Daryl Simmons, Jermaine Jackson, Kayo, L.A. Reid, Babyface)
3. I Dream, I Dream (Prelude) – 0:25 (Daryl Simmons, L.A. Reid, Babyface)
4. I Dream, I Dream – 4:45 (Daryl Simmons, L.A. Reid, Babyface)
5. We're Making Whoopee – 5:09 (Daryl Simmons, L.A. Reid, Babyface)
6. Treat You Right (feat. Babyface) – 5:02 (Daryl Simmons, L.A. Reid, Babyface)
7. A Lovers Holiday – 5:24 (Daryl Simmons, Jermaine Jackson, L.A. Reid, Babyface)
8. Secrets – 4:57 (Daryl Simmons, Jermaine Jackson, L.A. Reid, Babyface)
9. True Lovers – 4:42 (Daryl Simmons, L.A. Reid, Babyface)
10. Don't You Deserve Someone – 5:27 (Daryl Simmons, L.A. Reid, Babyface)
11. Word to the Badd!! (feat. TLC) – 5:16 (Daryl Simmons, L.A. Reid, Babyface, Lisa "Left Eye" Lopes)
12. You Said, You Said (Extended Remix) – 7:02 (Daryl Simmons, L.A. Reid, Babyface)

## Classifiche
| Classifica (1991)                     | Posizione massima |
| ------------------------------------- | ----------------- |
| US Top R&B/Hip-Hop Albums (Billboard) | 39                |